# رفة عين (مسلسل)
رفة عين مسلسل سوري درامي اجتماعي. أُنتج عام 2012 من تأليف أمل عرفة، وإخراج المثني صبح.

## قصة العمل
يتناول المسلسل قصص مجموعة من المهمشين في المجتمع من خلال تصوير مأساتهم ضمن مواقف تبكي وأخرى تضحك في نفس الوقت.

## طاقم العمل
- أمل عرفة (هدية)
- عتاب نعيم
- ضحى الدبس
- ميسون أبو أسعد
- عبد المنعم عمايري
- جلال شموط
- سلوم حداد
- سلمى المصري
- سوسن ميخائيل
- فاتن شاهين
- نزار أبو حجر